# Rafael Soběhrd Mnišovský
Raphael Sobiehrd-Mnishovsky, češki odvetnik, pisatelj, diplomat in kriptograf, * 1580, † 1644.